# Gyrocotylidea
Gyrocotylidea – gromada tasiemców znanych z różnych mórz i oceanów, obejmująca rodzinę Gyrocotylidae.

## Budowa
Najmniejsi przedstawiciele Gyrocotylidea dorastają zaledwie kilku mm, najwięksi osiągają 2 cm. W budowie tej grupy zwierząt nie stwierdza się członów. Cechują się one wydłużonym ciałem, zwężającym się dystalnie. Z przodu znajduje się umięśnione zagłębienie działające jako narząd czepny, rodzaj przyssawki. Istnieje hipoteza, wedle której pochodzi ona od przekształconej pozostałości gardzieli, która stanowiła u przodków współczesnych Gyrocotylidea część układu pokarmowego, zanim zanikł on w tej grupie. Boczne krawędzie ciała zwierzęcia są pofałdowane, na kształt zatok bądź zmarszczek. Ciało kończy cerkomer, który również służy jako narząd czepny. Kształtem przypomina on rozetę albo wydłużony lejek.
Powierzchnię ciała tych robaków mogą zdobić luźno rozlokowane kolce. Zewnętrzną część organizmu określa się mianem wora powłokowo-mięśniowego, pokrytego mikrotrychami. Jest on zaopatrzony w różnego typu zakończenia nerwowe.
Budowa układu nerwowego Gyrocotylidea nie przedstawia istotnych różnic w porównaniu do występującego u innych robaków płaskich. W przedniej części ciała znajduje się zwój głowowy, od którego odchodzą pnie nerwowe – dwa krótkie w kierunku przednim i dwa długie w kierunku tylnym. Te ostatnie osiągają cerkomer, gdzie łączą się ze sobą z wytworzeniem pierścienia.
Jak wspomniano wyżej, tasiemce te nie mają układu pokarmowego. Jego pozostałość stanowić może jedynie przyssawka w przedniej części ciała. Funkcję odżywiania przejęła powierzchnia ciała, a obecne na niej mikrotrychy zwiększają jeszcze jej powierzchnię, dzięki której organizm wchłania pokarm.
System wydalniczy Gyrocotyloidea jest protonefrydialny. Przypomina on swoje homologi u tasiemców innych grup. Filtracja odbywa się dzięki komórkom płomykowym. Występują w nim kanaliki wyprowadzające, które układają się, tworząc siateczkowaty kształt. Mówić można o kanalikach odprowadzających i zbiorczych. Pęcherz nie występuje. Komunikuje się ten układ ze światem zewnętrznym za pomocą parzystego otworu umieszczonego w przedniej części ciała tasiemca, po boku.
Zwierzęta te cechuje obojnactwo. Męski układ rozrodczy obejmuje jądra, które opisuje się jako pęcherzykowate, licznie występują one w przedniej części ciała tasiemca w dwóch obszarach, niekiedy połączonych ze sobą na kształt odwróconej litery „V”. Do przodu sięgają one przyssawki, do tyłu krawędzi dystalnej worka macicy. Jądra łączą się z przewodami wyprowadzającymi, które dalej łączą się w parzysty przewód zbiorczy, który w końcu połączy się ze swym kontralateralnym odpowiednikiem. Z tego połączenia w płaszczyźnie pośrodkowej powstaje nasieniowód, niezbyt długi, który przechodzi w przewód wytryskowy. W końcu na brzusznej powierzchni zwierzęcia, również z przodu, za przyssawką, znajduje się męski otwór płciowy. Nie obserwuje się natomiast torebki cirrusa.
Z kolei układ rozrodczy żeński obejmuje jajnik, jajowód, macicę, żółtnik i pochwę. Jajnik przyjmuje kształt pęcherzykowaty, podkowiasty, porównuje się go do litery „U” lub „V”. Znajduje się on na tyle ciała tasiemca. Odchodzi od niego w kierunku przednim krótkiej długości jajowód. Sięga on do ootypu. Rurkowata macica, rozpoczynająca się od drugiego końca ootypu, tworzy wpierw gęste pętle, zmierzając generalnie w kierunku przednim. Może ona mieć liczne odgałęzienia, tak że zajmuje wtedy dużą część ciała tasiemca. Poszerza się ona workowato w dalszej swojej części, zmierza dalej ku przodowi, by ujść na zewnątrz na brzusznej stronie ciała zwierzęcia w przedniej jego części, pośrodkowo, do tyłu od otworu męskiego. Żółtnik z kolei budują liczne pęcherzyki, ulokowane po bokach ciała. Również i one mają odpowiednie przewody wyprowadzające, które łączą się w parzysty przewód zbiorczy, by w końcu w pobliżu ootypu połączyć się w jeden przewód wspólny. Występuje jeszcze pochwa, znacznej długości, która dla odmiany ujście swe umiejscawia na grzbietowej stronie ciała robaka, bocznie, na jego przedzie. Pochwa taka biegnie ku tyłowi. Tam się rozszerza i tworzy zbiornik nasienny. Zbiornik ten znajduje się w bliskości jajnika, między ramionami litery „U”. Połączony jest z jajowodem krótkim przewodem. W końcu osiągając ootyp. To właśnie przez pochwę plemniki dostają się do układu rozrodczego żeńskiego tych tasiemców.

## Rozmieszczenie geograficzne
Zwierzęta te zamieszkują środowiska wodne. Odnotowywano ich obecność między innymi w Atlantyku, Morzu Barentsa, Morzu Północnym.

## Cykl życiowy
Zwierzęta te stosują wyłącznie rozmnażanie płciowe. Plemniki wędrują przez pochwę do układu rozrodczego żeńskiego. Jaja początkowo przebywają w macicy, po niedługim czasie trafiają jednak do wodnego środowiska zewnętrznego. Po około miesiącu z jaja wylęga się larwa zwana likoforą, zaopatrzona w 10 nieróżniących się od siebie haków larwalnych. Leżą one na tylnym końcu jej ciała. Całe zaś jej ciało pokrywają rzęski i różnego rodzaju zakończenia nerwowe. Na przedzie ma ona gruczoły larwalne w liczbie ośmiu. Prosty układ wydalniczy takiej larwy tworzą 3 pary komórek płomykowych (dwie z przodu i jedna z tyłu) oraz kanaliki, zmierzające wpierw od przednich par komórek płomykowych ku tyłowi, łączące się w końcu w parzysty główny kanał wydzielniczy zakończony także parzystym otworem wydalniczym. Nie wiadomo, czy istnieje jakiś żywiciel pośredni. Próbowano w warunkach eksperymentalnych zarażać larwami Gyrocotyloiea ślimaki, małże i kraby, próby takowe nie odniosły spodziewanego przez badaczy rezultatu.
Dorosłe Gyrocotyloidea wiodą pasożytniczy tryb życia. Ich żywiciele ostateczni to zrosłogłowe. Bytują w ich zastawkach spiralnych jelit. Pozostaje w dalszym ciągu zagadką, jak tasiemce te wnikają do ciał rzeczonych chimer. Być może larwy ich umieją aktywnie pływać. Do organizmów zrosłogłowych dostawałyby się przez skrzela, pęcherz moczowy czy wręcz skórę. Przeczy temu fakt, że nigdy nie napotykano zarażonych Gyrocotylidea ryb tak młodych, że jeszcze nie zaczęły przyjmować pokarmu. Wskazywałoby to, że może tasiemca ryba połyka z pokarmem, a więc jakimś enigmatycznym żywicielem pośrednim.

## Ewolucja
Nie podważa się monofiletycznego pochodzenia Gyrocotylidea. Potwierdzają je badania opierające się na sekwencjonowaniu DNA i RNA. Bliskimi krewnymi tych tasiemców mogą być przywry monogeniczne, najbliższymi jednak Amphilinidea i Eucestoda.
Tasiemce te są bardzo wąsko wyspecjalizowane, jako że pasożytują wyłącznie na zrosłogłowych. Zaczęły to pasożytnictwo prawdopodobnie około 350 milionów lat temu.

## Przedstawiciele
Gyrocotylidea nie należą do licznych w gatunki taksonów. Wymienia się wśród nich zaledwie kilkanaście gatunków, nie zawsze o pewnym statusie taksonomicznym. Nie ma również pewności co do podzielenia tych gatunków na rodzaje. Niektórzy specjaliści wyróżniają 3 rodzaje, inni natomiast tylko jeden.